# 東ガンガ朝

東ガンガ朝

オリッサ地方

 東ガンガ朝（ひがしガンガちょう、英語：Eastern Ganga dynasty）とは、5世紀末から15世紀前半にかけて、東インド、オリッサ地方に存在したヒンドゥー王朝（5世紀末 - 1434年）。南インドのマイソール地方（現カルナータカ地方）にも、同名の西ガンガ朝（350年 - 1000年）が存在したため、この王朝は区別して、「東ガンガ朝」と呼ばれている。首都はカリンガナガル。

## 歴史

### 成立
東ガンガ朝は5世紀末まで起源をさかのぼる、とても歴史の長い王朝であった。
この王朝の記録が明確に現れるようになったのは、9世紀末のインドラヴァルマンの治世からである。

### 最盛期と内乱

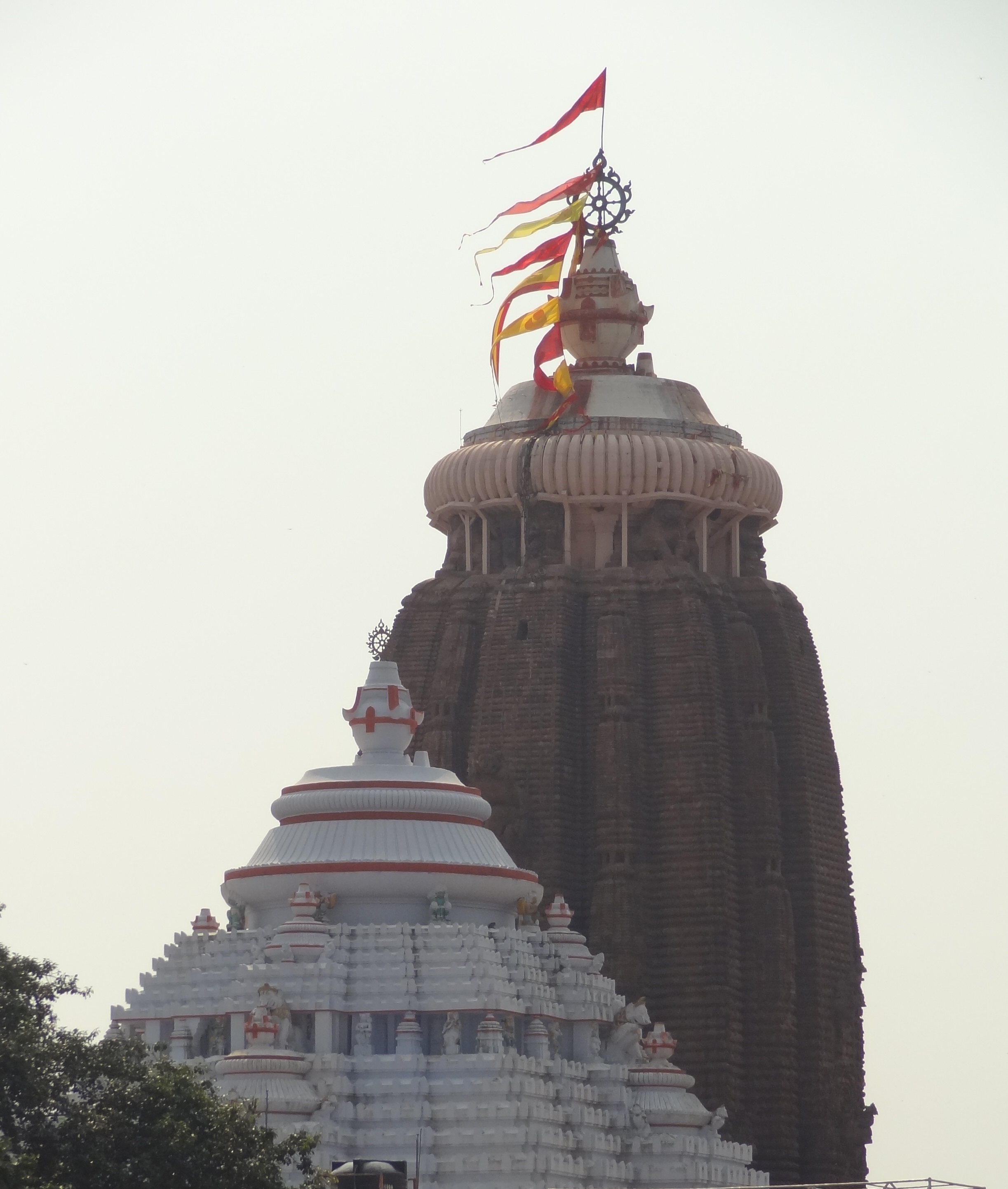
ジャガンナート寺院

アナンタヴァルマンはこの王朝のもっとも偉大な王で、その72年にわたる長い治世、この王朝は最盛期を迎え、北はガンジス川、南はゴーダヴァリー川に至るまでの、広大な大帝国を築いた。
また、12世紀にオリッサのプリーに現在にまで残る巨大なヒンドゥー寺院、ジャガンナート寺院を建設したのも、彼の業績の一つである。	
だが、アナンタヴァルマンの死後、1147年から1178年まで31年間、王位は空位であり、おそらくは王位継承をめぐって争いがあったと考えられる。
結局、1178年にアナンタヴァルマンの息子ビーマ・デーヴァ2世が王位につき、戦争は終結したが、この間に南西ベンガルは、ベンガル地方のセーナ朝の支配下にはいっていた。南西ベンガルは二度と東ガンガ朝の領土には戻らなかった。

### デリー・スルターン朝との戦い

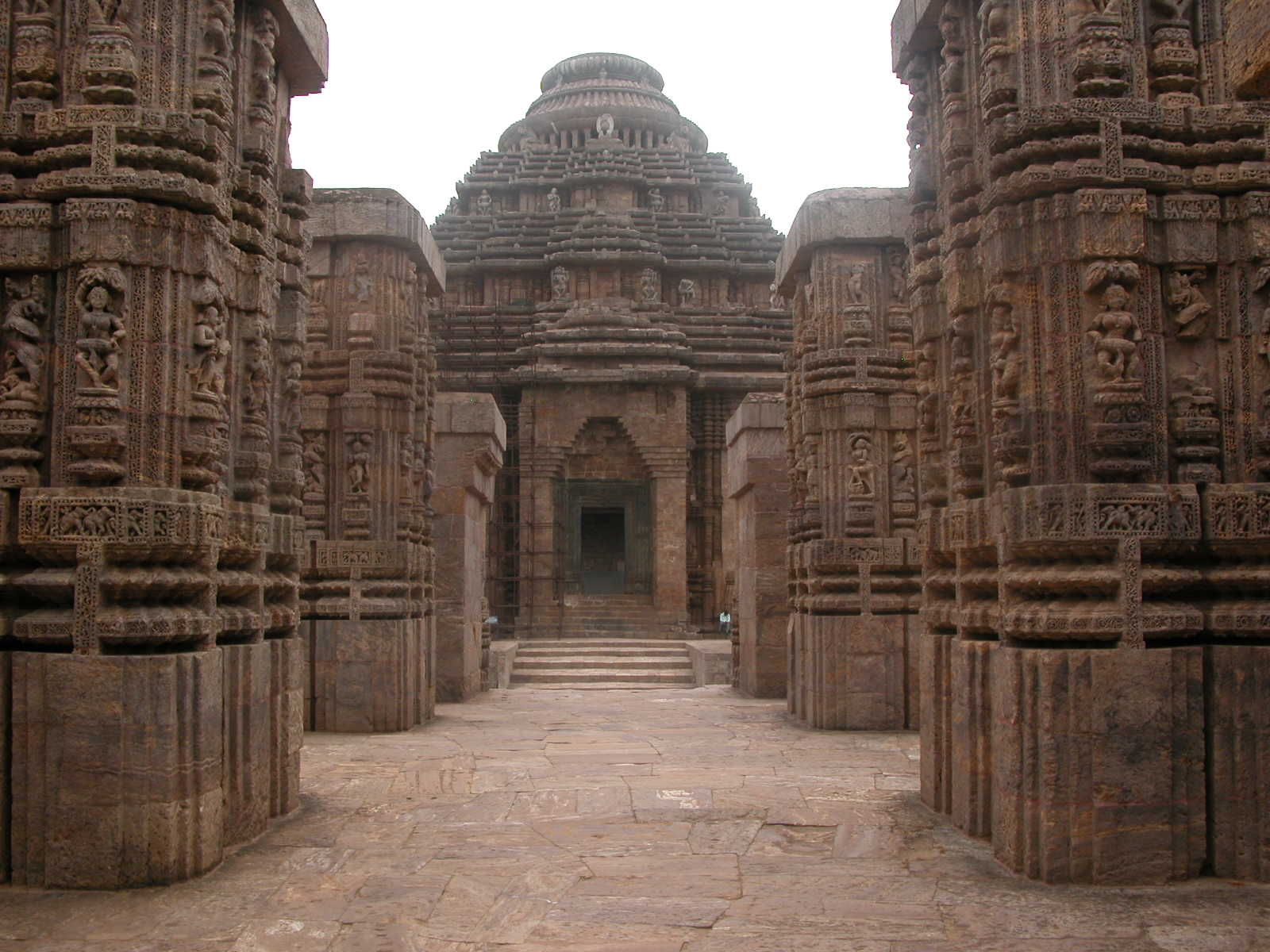
オリッサのコナーラクにあるスーリヤ・マンディル（太陽神殿）。ナラシンハ・デーヴァ1世の治世に建てられた。

11世紀末、ゴール朝のインド方面の司令官アイバクは、北インドを制圧し、その武将ムハンマド・バフティヤール・ハルジーがセーナ朝を蹂躙してベンガル地方を手にした。そして、1200年以降オリッサに侵入してきたが、ビーマ・デーヴァ2世の孫ラージャラージャ2世はこれを撃退した。
1216年から1235年かけて、息子ビーマ・デーヴァ3世も同様に、デリー・スルターン朝の奴隷王朝の軍を撃退している。
その息子ナラシンハ・デーヴァ1世の治世は反撃に出て、1243年に奴隷王朝の支配するベンガル地方に侵攻し、その守備軍の指揮官を討ち、ベンガルの首府ガウル（ラクナワティ）の門前にまで来た。だが、アワド地方から多数援軍が到着しつつあることをある知り、彼は帰還した。ナラシンハ・デーヴァ1世は奴隷王朝と4度以上戦い、最後の戦いでは敗れてしまい、オリッサの領土に侵攻された。この王はコナーラクの寺院を建設したことで知られている。
だが、その孫ナラシンハ・デーヴァ2世はナラシンハ・デーヴァ1世の治世に奪われたオリッサの領土を奪還した。それだけではなく、南西ベンガルから奴隷王朝の勢力を追い払い、ガンジス川にまで侵攻した。彼は1296年にガンジス川の土手から勅令を発している。
1323年、トゥグルク朝の軍司令官ウルグ・ハーンは、デカンのカーカティーヤ朝を滅ぼし、南インドのホイサラ朝を再服従させたあと、西からオリッサに侵攻した。だが、ナラシンハ・デーヴァ2世の息子バーヌ・デーヴァ2世に撃退された。
このように、東ガンガ朝の歴史はデリー・スルターン朝との絶え間ない戦いにあり、その独立を守るために戦い続けなければならなかった。

### 衰退・滅亡

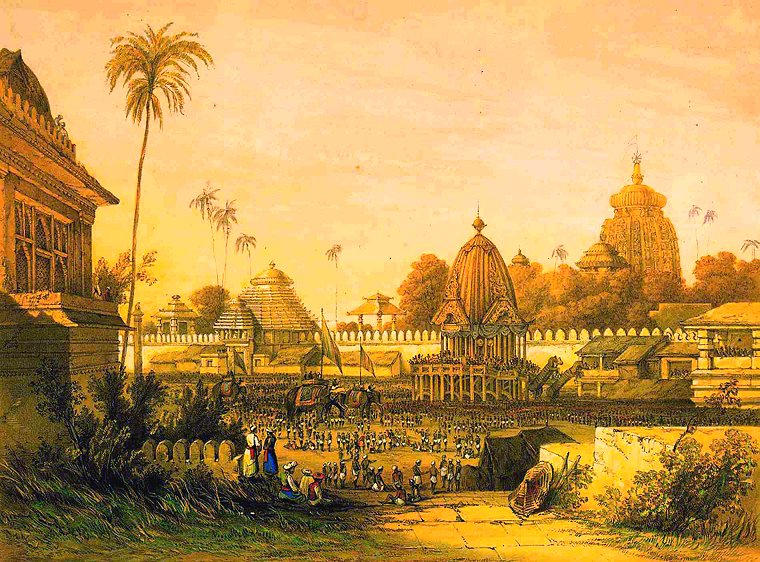
ジャガンナート寺院

ナラシンハ・デーヴァ3世の治世、1334年以降、ムハンマド・ビン・トゥグルクの失政により、トゥグルク朝から多数の地方長官が独立したが、ここから東ガンガ朝は衰退していった。
バーヌ・デーヴァ3世の治世、東ガンガ朝の領土はベンガル・スルターン朝やヴィジャヤナガル王国といった新興勢力の標的となり、さらには1358年から1359年にベンガル・スルターン朝に遠征していたフィールーズ・シャー・トゥグルク率いるトゥグルク朝の軍勢にも攻撃された。フィールーズ・シャーの軍勢は1360年にビハールからオリッサに侵入したのち、首都を占領し、多くの人々を殺害したばかりか、ジャガンナート寺院を略奪した。
その息子ナラシンハ・デーヴァ4世の治世には、バフマニー朝、マールワー・スルターン朝、ジャウンプル・スルターン朝からの遠征軍を受け、王朝は衰退したが、攻撃に耐え抜いて独立を守った。
1424年、ナラシンハ・デーヴァ4世の死後、息子のバーヌ・デーヴァ4世が即位したが、王国の実権は宰相のカピレーンドラに握られた。
1434年、宰相カピレーンドラはバーヌ・デーヴァ4世を廃して、ガジャパティ朝を樹立し、10世紀続いた東ガンガ朝はその歴史に幕を閉じた。

## 歴代君主

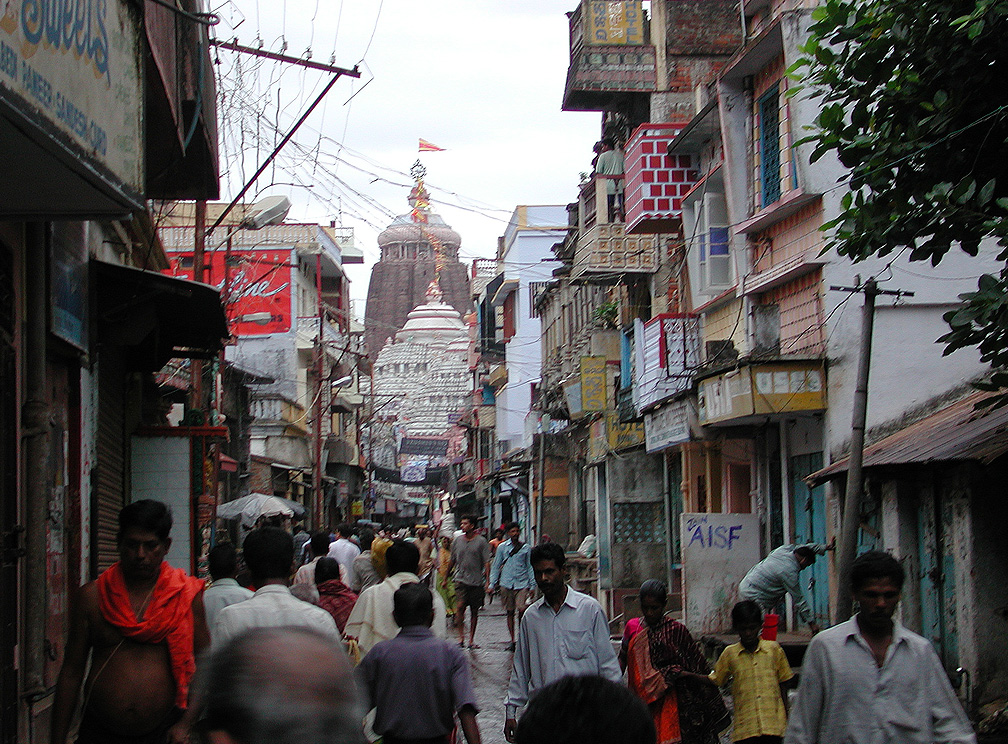
ジャガンナート寺院

- インドラヴァルマン（Indravarman, 在位：? - 893年）
- デーヴェーンドラヴァルマン4世（Devendravarman IV, 在位：893年 - ?）
- ヴァジュラハスタ・アナンタヴァルマン（Vajrahasta Anantavarman, 在位：1038年 - ?）
- ラージャラージャ1世（Rajaraja I, 在位：? - 1078年）
- アナンタヴァルマン（Anantavarman, 在位：1078年 - 1147年）
- ビーマ・デーヴァ2世（Bhima Deva II, 在位：1178年 - 1198年）
- ラージャラージャ2世（Rajaraja II, 在位：1198年 - 1211年）
- ビーマ・デーヴァ3世（Bhima Deva III, 在位：1211年 - 1238年）
- ナラシンハ・デーヴァ1世（Narasimha Deva I, 在位：1238年 - 1264年）
- バーヌ・デーヴァ1世（Bhanu Deva I, 在位：1264年 - 1279年）
- ナラシンハ・デーヴァ2世（Narasimha Deva II, 在位：1279年 - 1306年）
- バーヌ・デーヴァ2世（Bhanu Deva II, 在位：1306年 - 1328年）
- ナラシンハ・デーヴァ3世（Narasimha Deva III, 在位：1328年 - 1352年）
- バーヌ・デーヴァ3世（Bhanu Deva III, 在位：1352年 - 1378年）
- ナラシンハ・デーヴァ4世（Narasimha Deva IV, 在位：1378年 - 1424年）
- バーヌ・デーヴァ4世（Bhanu Deva IV, 在位：1424年 - 1434年）